# イオンタウン松阪船江

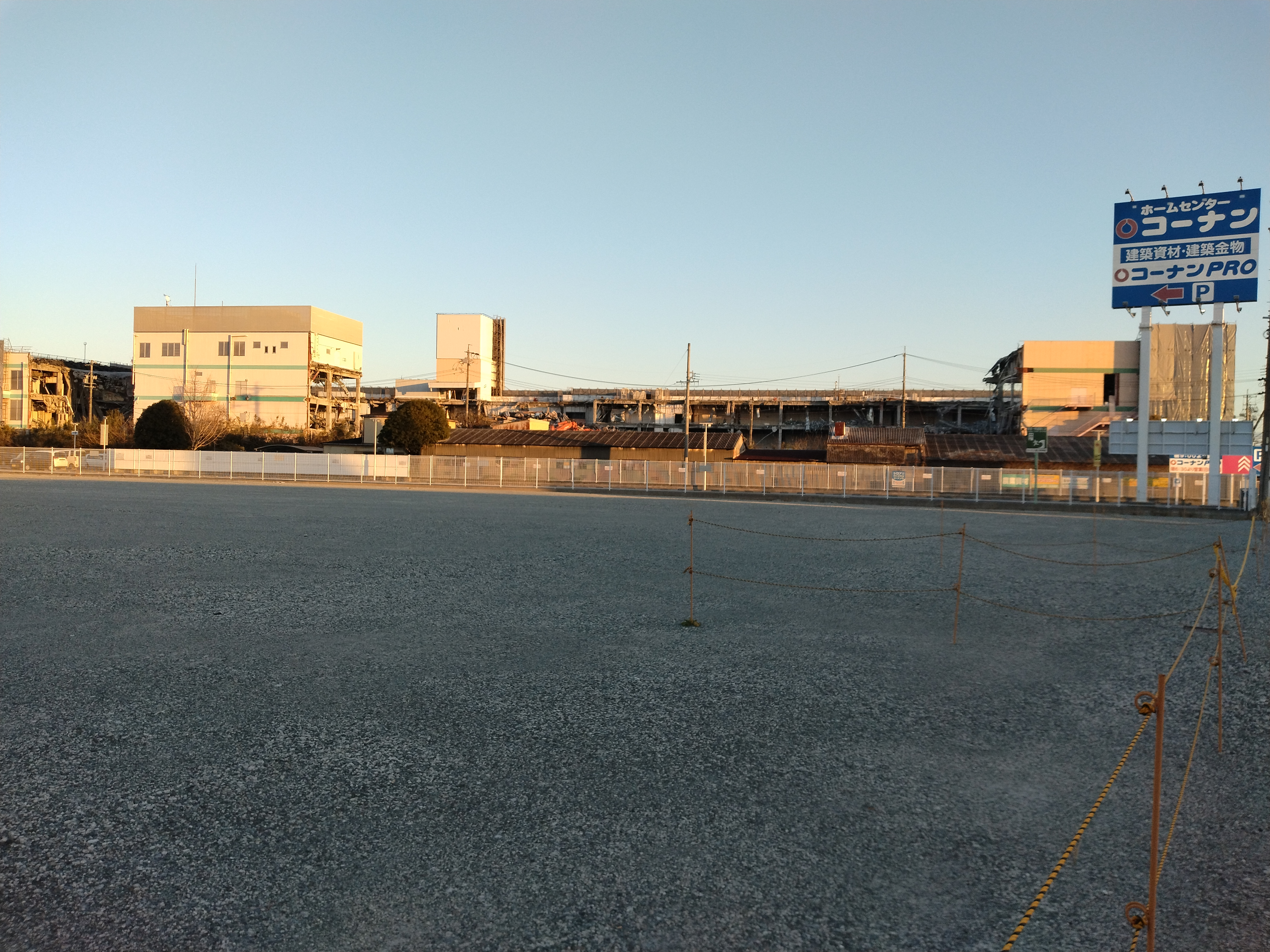
解体中のマーム

イオンタウン松阪船江（イオンタウンまつさかふなえ、英: ÆON TOWN MATSUSAKAFUNAE）は、三重県松阪市船江町にあるイオンタウンが運営しているショッピングセンターである。

## 概要
松阪ショッピングセンターマーム（松阪マーム）が、建物の老朽化による建て替えのため、2022年1月31日でいったん営業を終え一時休業となった。敷地内で建て替えが行われている。2023年10月に松阪公民館と松阪船江郵便局が先行開業し、2025年4月25日に全面開業。
建物は鉄骨・鉄筋コンクリート造、地上2階建。

## 沿革

### オープンまで
- 2022年（令和4年）
  - 1月31日 - 建物老朽化により松阪ショッピングセンターマームが一時休業となり、イオン松阪店及び専門店26店のうち22店が営業終了（専門店4店は1月末までに営業終了、専門店以外の公民館等は当面継続）[4][2]。
  - 11月16日 - イオンタウン株式会社が同日午前、2025年春、イオンタウン松阪船江を開業すると明らかにした。マームは2023年秋をめどに閉業し、この跡地に整備する。2階の松阪公民館は同所に同年秋に先行オープンする施設内に移転することが発表された[5]。
- 2023年（令和5年）
  - 10月10日 - 松阪船江郵便局が松阪ショッピングセンターマームから移転[3]。
  - 10月11日 - 松阪公民館が松阪ショッピングセンターマームから移転[3]。
- 2024年（令和6年）
  - 8月1日 - A棟の工事が着工[6]。
  - 8月16日 - アピタ松阪三雲店にあった三重交通の三交旅行がB棟に移転[7]。
  - 9月14日 - 中古車販売店のリバティが開業[8]。
  - 9月20日 - 前身の松阪ショッピングセンターマームの中核店舗であったイオン松阪店をイオンスタイル松阪船江として2025年春に同施設にオープンすることを発表。同日求人募集開始[9][10]。
  - 11月3日 - B棟の隣地（三重県松阪市大塚町）で、温浴施設「松阪温泉GURUSPA（グルースパ）」（仮称）の建設工事が始まった[11]。
- 2025年（令和7年）
  - 4月5日 - 同月25日にグランドオープンすることを発表[12]
  - 4月15日 - A棟完成[6]。
  - 4月23日、24日 - ソフトオープン。
  - 4月25日 - グランドオープン[13]。

## テナント

### A棟

#### 1階
- イオンスタイル松阪船江
- JINS
- 無印良品
- docomoショップ
- 髪のお手入れ REMENTE
- ランドリープレス
- ヤングドライ
- バーガーキング

#### 2階
- イオンスタイル松阪船江
- APINA
- ドリームカプセル
- au
- とちみえ
- ほけんの窓口
- プチマリア
- サイゼリヤ

### B棟

#### 1階
- 松阪船江郵便局
- GU
- ユニクロ
- ABCマート
- ミヤタサイクル
- 買取大吉

#### 2階
- 松阪公民館
- 三交旅行
- GES英会話スクール
- ダイソー
- Standard Products
- 理研産業補聴器センター
- エステラデンタルクリニック

### 別棟
- リバティ
- ケンタッキー
- 松阪温泉GURUSPA

## 交通アクセス
- 伊勢自動車道 松阪インターチェンジより約15分
- 近鉄山田線 松ヶ崎駅より徒歩約5分
- 三雲松阪線「イオンタウン松阪船江」停留所下車